# 神田森莉
神田 森莉（かんだ もり、男性、1963年12月3日 - ）は、日本の漫画家。北海道小樽市出身。東京都在住。血液型O型。
1990年代、人気ホラーコミック『ホラーM』などで人気を博す。作品では「ホラー」と「ギャグ」の世界を独特のタッチで表現。
2010年には、15年ぶりにホラー本を出版。1990年代に発表した漫画をまとめ、電子書籍として自身の個人出版社から出版した。

## 略歴
父子家庭にて育つ。子供時代は祖母がゴミ捨て場から拾ってきた少女雑誌を愛読し、25歳まで少女漫画家を志すがデビューはならず、年齢を考えレディコミ誌に投稿を始める。1989年に笠倉出版社の『ラビアン』にてデビュー。近年ではホラー漫画を描く傍ら、実話漫画にも手をつけ、体当たり漫画家と化している。現在、個人出版社・神田森莉出版（ハムスター商事）を設立し、電子出版にて活動の場を広げている。
キャラクターデザインやバンド活動などの制作活動も行っており、2001年には自主制作の音楽CDをリリースしている。

## 作品リスト
- 『怪奇カエル姫』（ぶんか社、1994年9月）ISBN 978-4821194155
- 『怪奇ミイラ少女』（リイド社、1995年4月）ISBN 978-4845811434
- 『37564（みなごろし）学園』（ぶんか社、1995年8月）ISBN 978-4821194438
- 『少女同盟』（ぶんか社、1996年8月）ISBN 978-4821194926
- 『本当にあった恐ろしい話 （蒼コミックスBLACK BUNKO―怪奇恐怖全集）』（蒼馬社、1996年10月）ISBN 978-4916124098
- 『墓場教室』（リイド社、1997年8月）ISBN 978-4845814114
- 『カニおんな』（ぶんか社、1998年2月）ISBN 978-4821196555

## 記事
【新連載】ピーク時700万円あった年収が100万円台へ激減！少女ホラー漫画家が明かす生活保護より悲惨な日常 ――『怪奇カエル姫』著者・神田森莉さんのケース （ダイヤモンドオンライン　シュリンク業界で生き残れるか？～構造不況の迷宮で再起を図る人々 吉田典史　【第1回】 2012年9月4日 ）